# Dalton Corner
Dalton Corner ist ein Felsvorsprung im ostantarktischen Mac-Robertson-Land. Er bildet den südlichen Ausläufer des Mawson Escarpment.
Luftaufnahmen entstanden 1956, 1960 und 1973 bei Kampagnen der Australian National Antarctic Research Expeditions (ANARE). Das Antarctic Names Committee of Australia benannte ihn 1973 nach Robert Frederick Martin Dalton (1907–unbekannt), diensthabender Offizier bei der ANARE-Kampagne auf Macquarieinsel im Jahr 1953.